# Walter Schweitzer
Walter Schweitzer (* 28. Januar 1944 in Augsburg) ist ein deutscher Stochastiker und Statistiker.

## Leben
Schweitzer studierte nach seiner Schulzeit in Oberstdorf und Kaufbeuren von 1963 bis 1968 Betriebswirtschaftslehre an der Ludwig-Maximilians-Universität München. Er war von 1968 bis 1971 zunächst wissenschaftlicher Mitarbeiter am Lehrstuhl für Statistik an der LMU. 1971 wurde er mit einer Arbeit über die stochastischen Flüsse in Netzwerken in München zum Dr. oec. publ. promoviert; er wechselte anschließend als Assistent zur Universität Regensburg. 1977 habilitierte er sich in Regensburg mit einer Schrift über Modelle zur Erfassung von Wanderungsbewegungen.
Er war zunächst als Professor an der Philipps-Universität Marburg tätig, 1978 erhielt er einen Ruf auf den Lehrstuhl für Statistik an die neu gegründete Universität Passau.
1980/81 war Schweitzer Prodekan und von 1981 bis 1983 Dekan der Wirtschaftswissenschaftlichen Fakultät. 1994 wurde er Prorektor der Universität Passau. 1997 wurde Schweitzer als Nachfolger von Gründungsrektor Karl-Heinz Pollok Rektor der Universität Passau (ab 2008 Präsident). Am 31. März 2012 trat er in den Ruhestand. Seine Nachfolge als Präsident trat Burkhard Freitag an.
Vom 1. April 2005 bis zum 31. März 2007 war Schweitzer Vorsitzender der Universität Bayern e. V., der Nachfolgeorganisation der Bayerischen Rektorenkonferenz.
Er ist seit 1999 Ehrenmitglied der katholischen Studentenverbindung K.D.St.V. Oeno-Danubia im CV und seit 2013 Mitglied der Lamplbruderschaft.

## Auszeichnungen
- Verfassungsmedaille in Silber des Bayerischen Landtags (2003)
- Verdienstkreuz am Bande der Bundesrepublik Deutschland (2003)
- Bayerischer Verdienstorden (2008)
- Bürgermedaille der Stadt Passau (2012)